# 第6高射特科大隊
第6高射特科大隊（だいろくこうしゃとっかだいたい、JGSDF 6th Antiaircraft Artillery Battalion）は、陸上自衛隊郡山駐屯地（福島県郡山市）に駐屯する第6師団隷下の高射特科部隊である。

## 概要
空からの脅威に対して監視および射撃を実施する第6師団唯一の対空作戦の骨幹となる部隊であり、隊長は2等陸佐が充てられ郡山駐屯地司令を兼任する。対空戦闘指揮統制システム（ADCCS）Ⅱ型、11式短距離地対空誘導弾（短SAM）、93式近距離地対空誘導弾（近SAM）、低空レーダ装置 JTPS-P18（P18）、対空レーダ装置 JTPS-P14（P14）等を装備する。
1990年（平成2年）3月に第6師団の改編により第6特科連隊から独立し師団直轄となる。

## 沿革
第6特科連隊第5大隊
- 1955年（昭和30年）
  - 1月28日：第6特科連隊第5大隊が宇都宮駐屯地において編成。
  - 8月16日：第6特科連隊第5大隊が宇都宮駐屯地から郡山駐屯地に移駐。

第6特科連隊第6大隊
- 1962年（昭和37年）8月15日：第6特科連隊第5大隊が第6特科連隊第6大隊に改編。
- 1973年（昭和48年）3月27日：35mm2連装高射機関砲 L-90の配備に伴い改編。
- 1988年（昭和63年）2月24日：81式短距離地対空誘導弾の配備に伴い改編。

第6高射特科大隊
- 1990年（平成02年）3月26日：第6特科連隊第6大隊が第6高射特科大隊として分離・独立、師団直轄となる。
- 2001年（平成13年）3月：93式近距離地対空誘導弾、師団対空情報処理システム（DADS）を装備に伴う改編。
- 2006年（平成18年）3月27日：後方支援体制変換に伴い、整備部門を第6後方支援連隊第2整備大隊高射直接支援隊へ移管。

- 2019年（平成31年）3月26日：ADCCSⅡ型導入に伴う改編。

1. 本部管理中隊を対空情報機能の移管により縮小改編。
2. 第1高射中隊の一部を第22即応機動連隊の本部管理中隊に高射小隊として編入。
3. 近SAM装備中隊である第1高射中隊を対空戦闘指揮、対空情報および対空戦闘の３つの機能を有する指揮情報中隊に改編。
4. 第2高射中隊を高射中隊に改編。

- 2020年（令和02年）3月26日：第6特科連隊廃止に伴い、第6高射特科大隊が郡山駐屯地司令職務担任部隊に指定。
- 2022年（令和04年）6月：新規導入の11式短距離地対空誘導弾の安全祈願を行う[2]。

## 部隊編成
- 第6高射特科大隊本部
- 本部管理中隊「6高特-本」
- 指揮情報中隊「6高特-指」：93式近距離地対空誘導弾、低空レーダ装置 JTPS-P18
- 高射中隊「6高特-高」：11式短距離地対空誘導弾

## 整備支援部隊
- 第6後方支援連隊第2整備大隊高射直接支援隊「6後支-2整-高」（郡山駐屯地）：2006年（平成18年）3月27日から

第6高射特科大隊の整備体制は、新編時より各中隊の整備班、本部管理中隊の整備小隊が部隊整備を、またそれ以上の高段階整備を第6武器隊が実施していたが、2006年（平成18年）3月の第6師団の後方支援体制変換に伴い、第6後方支援連隊が改編され第6高射特科大隊関連の整備部門を第2整備大隊高射直接支援隊へ移管した。

## 廃止（改編）部隊
- 2006年（平成18年）3月26日廃止
  - 第6高射特科大隊本部管理中隊整備小隊：第6後方支援連隊第2整備大隊高射直接支援隊へ移管。
- 2019年（平成31年）3月25日廃止
  - 第6高射特科大隊第1高射中隊：第1高射中隊の一部を第22即応機動連隊高射小隊に異動するとともに、指揮情報中隊に改編。
  - 第6高射特科大隊第2高射中隊：高射中隊に改編。

## 主要装備
- 11式短距離地対空誘導弾
- 93式近距離地対空誘導弾
- 対空レーダ装置 JTPS-P14
- 低空レーダ装置 JTPS-P18
- 対空戦闘指揮統制システム（ADCCS）Ⅱ型
- 1/2tトラック / 73式小型トラック
- 1 1/2tトラック / 73式中型トラック
- 3 1/2tトラック / 73式大型トラック
- 89式5.56mm小銃

## 警備隊区
- 福島県いわき市、小野町、田村市、三春町、郡山市 [3]